# Andrés Claro
Andrés Carlos Alberto Claro González (Santiago de Chile, 1968) es un ensayista, traductor y profesor universitario chileno. Es especialista en traducción de lírica japonesa y traductología. En el ámbito de la estética, y junto a figuras como Pablo Oyarzún, es uno de los representantes contemporáneos más importantes de la filosofía en Chile.

## Biografía

### Perfil académico
Cursó el Bachiller (1992) y la Licenciatura en Filosofía (1996) en la Pontificia Universidad Católica de Chile, trabajando bajo la dirección de Pablo Oyarzún en la elaboración de su tesis La inquisición y la cábala: un capítulo de la diferencia entre ontología y exilio (publicada posteriormente como libro en 1997). 
Realizó estudios de posgrado en Filosofía y Literatura (1998) en la Escuela de Estudios Superiores en Ciencias Sociales (París), donde Jacques Derrida dirigiría su tesis Les vases brisés: quattre variations sur la tâche du traducteur (también publicada posteriormente como libro en 2012), y en la Universidad de Oxford, titulándose como Doctor en Literatura Inglesa y Comparada (2005), con la tesis Ezra Pound’s Poetics of Translation (en preparación para su publicación como libro), dirigida por Ronald Bush. 
Actualmente enseña en el Doctorado en Filosofía (con mención en Estética y Teoría del Arte) de la Universidad de Chile, y ha sido profesor invitado en universidades de Europa, Latinoamérica y Estados Unidos.

### Pensamiento
Como traductólogo, ha escudriñado en la complejidad de la tarea del traductor y las implicaciones epistemológicas, éticas, historiográficas y utópicas de una poética de la traducción. Postula la posibilidad de entender la traducción poética como: 
1. Una renuncia a la apropiación (posesión, traslado e imitación del sentido) de lo traducido;
2. Una acogida entre lenguas, una operación de contacto e intercambio, siendo lo intercambiado las distintas concepciones de mundo configuradas por sus respectivos lenguajes;
3. Una oportunidad para el rescate histórico, pudiendo ofrecer una posvida a obras alejadas de los contextos vivenciales de las nuevas generaciones de lectores;
4. Una catalizadora de desplazamientos y contagios lingüísticos. Aprovecha de señalar el impacto histórico de las malas traducciones y las "traducciones interesadas", utilizadas como una oportunidad para divulgar ideas propias poniéndolas en boca de otros.[5][6]

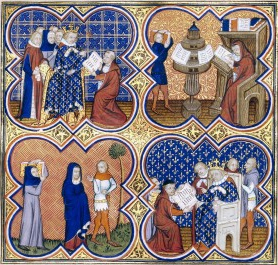
Charles V ordonnant la traduction d'Aristote copy. Miniatura del prólogo de Politiques, Economiques, Ethique d'Aristote en una traducción de Nicolas Oresme de 1370 (Bibliothèque nationale de France (BnF), Departement des manuscrits, RC-A-28551). 1er medallón: Carlos V de Francia ordena a su consejero traducir el libro. 2do medallón: Traducción realizada por un canónigo. 3er medallón: Regreso al rey para presentar la traducción. Acompañado por un alguacil y un clérigo que lleva la traducción. 4.º medallón: presentación del libro a Carlos V.

En entrevistas, Claro ha dejado caer apreciaciones y críticas sobre el mundo cultural y académico contemporáneo, criticando la farandulización de la información y del saber, defendiendo la necesidad del intelectual socialmente comprometido y atacando la malentendida y acrítica originalidad que se les exige a las investigaciones universitarias, sin reparar en los motivos por los cuales ciertas cuestiones no habían sido tratadas antes. Sus textos también han servido como vehículo de ideas concebidas al calor del trabajo conjunto con artistas reconocidos como Raúl Ruiz y profesores como Pablo Oyarzún o Jacques Derrida en sus años de formación.

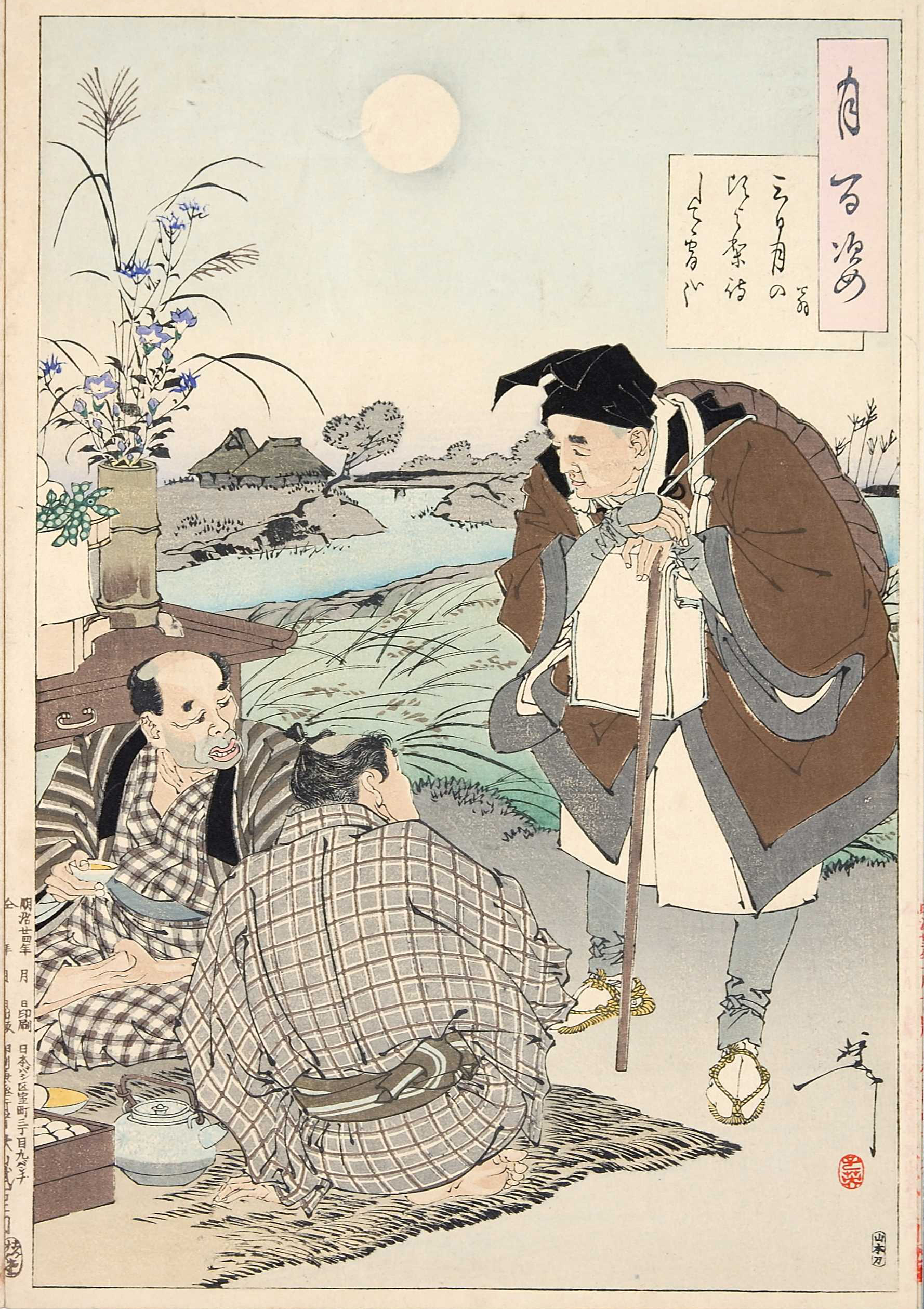
El poeta Matsuo Bashō se encuentra con dos granjeros que celebran el festival de la luna a mediados de otoño en un grabado de los Cien aspectos de la luna de Tsukioka Yoshitoshi (1891). El haiku dice: "Desde la luna creciente, he estado esperando esta noche".

Es reconocido por ser un traductor de lírica oriental, concretamente los haikús. Es autor y editor de la antología de poesía japonesa Kirigirisu. Haikús (2010), en la que reúne a los autores japoneses más importantes de esta tradición, en un orden cronológico, abarcando más de 500 años. Con respecto a la particularidad de la traducción de haikus, Claro enfatiza la importancia de capturar tanto el significado como la musicalidad de los haikús japoneses originales. Esto implica no solo traducir las imágenes y el sentido literal, sino también respetar los aspectos sonoros y rítmicos inherentes a la lengua nipona. El desafío principal en sus traducción estriba en hacerlas sin un conocimiento profundo de la lengua japonesa, lo que requirió una comprensión cuidadosa de los aspectos formales y sonoros del haikú, así como el apoyo de expertos y traductores previos en este campo. La traducción de haikús es un proceso delicado debido a la brevedad y la riqueza de significados sutiles en estos poemas, pero también es un ejemplo de cómo esta forma poética ha sido  adoptada y adaptada en diferentes culturas y épocas:

En este sentido, el haikú ha tenido una suerte parecida a la que tuvo el soneto en la Modernidad, el cual se adaptó bien a las expectativas de las distintas prosodias y poéticas. El sistema de contrastes y tensiones internas del haikú ha sido capaz de adaptarse a la diversidad de cadencias de diversas lenguas occidentales, muchas veces modificándolas desde el interior, al modo de un virus prosódico, y en todo caso poniendo en escena asuntos que van mucho más allá de la significación humana de la escena natural o del momento del año. Al punto que se puede observar hoy un efecto de retorno, una liberación del haikú en la tradición japonesa misma a partir de su refracción en la poesía occidental.
Andrés Claro

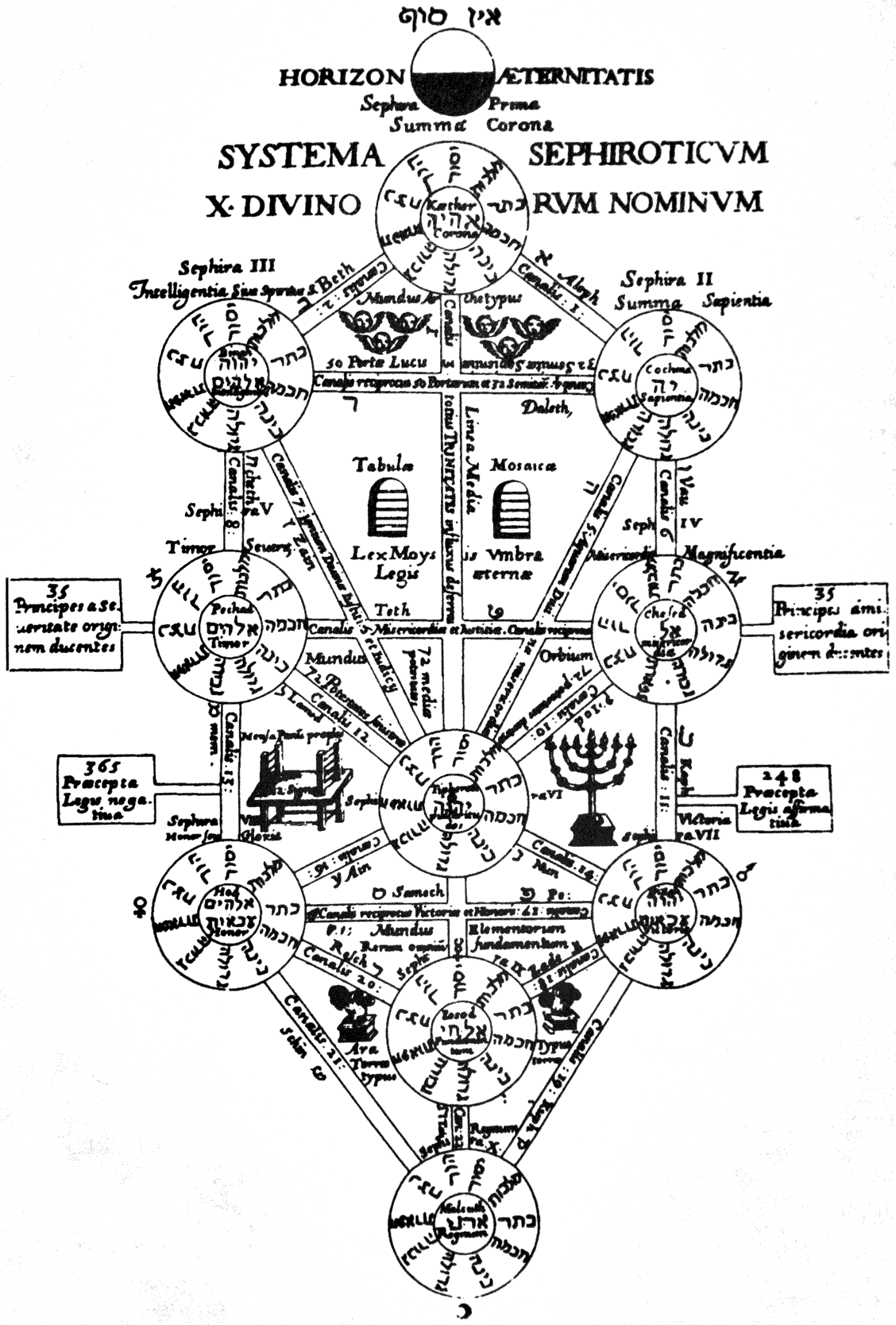
El Árbol de la Vida, grabado de Athanasius Kircher, publicado en su Œdipus Ægyptiacus en 1652. La estructura básica de sefirot y eslabones se ha convertido desde entonces en la variante más común del Árbol utilizada en la Cábala hermética. Los detalles de esta ilustración incluyen la Ley de Moisés, los 613 mandamientos de la Torá (los 248 mandamientos positivos y los 365 mandamientos negativos de Maimónides), etc.

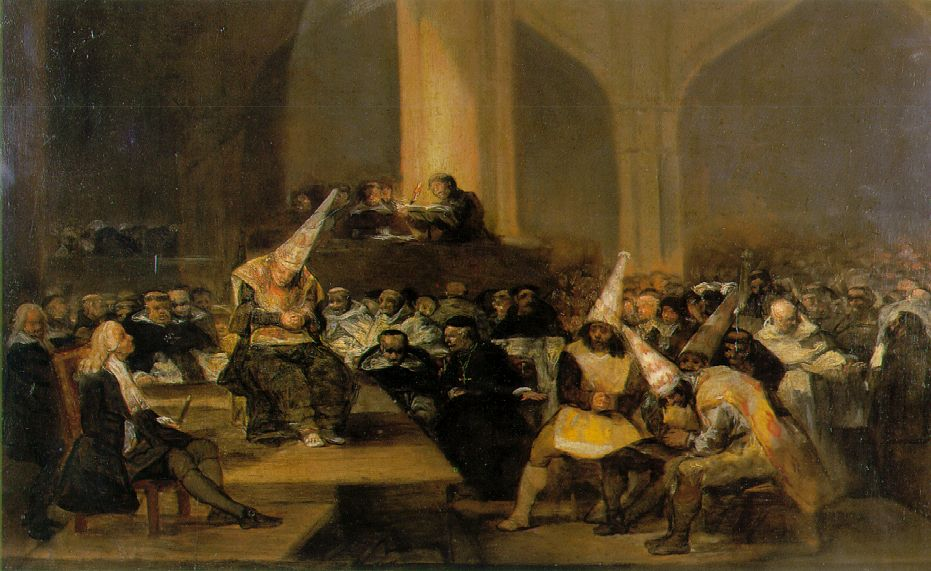
La Inquisición, cuadro de Goya.

Sin salir del ámbito poético, la trilogía formada por los volúmenes La creación (2014), Imágenes de mundo (2016), y Tiempos sin fin (2018), posteriormente reunidos en formato de libro electrónico único bajo el título Sinopsis (2023), han servido a Claro para defender la tesis de que la dimensión poética del lenguaje condiciona el modo en que cada cultura aprende a inteligir el mundo. También ha realizado una interesante investigación histórico-filosófica de la Cábala y la Inquisición como dos instituciones representantes de la lucha por la supremacía religiosa.A lo largo de todos sus trabajos, es importante destacar la influencia de autores como Walter Benjamin, Jacques Derrida y Jorge Luis Borges.

## Publicaciones seleccionadas

### Tesis
- Claro, A. (1998). Les Vases Brisés: Quatre Variations sur la Tâche du Traducteur. Les implications éthiques du modèle de la traduction: loi et performance d'ouverture à l'autre. Mémoire de maîtrise. École des Hautes Études en Sciences Sociales. https://www.academia.edu/25140504/Les_Vases_Brisés_quatre_variations_sur_la_tâche_du_traducteur_École_des_Hautes_Études_en_Sciences_Sociales_Paris_1998_
- Claro, A. (2005). Ezra Pound’s Poetics of Translation. Principles, performances, implications. PhD Thesis. Oxford University. https://www.academia.edu/25140046/Ezra_Pounds_Poetics_of_Translation_principles_performances_implications_D_Phil_Thesis_Oxford_University_2004_

### Libros
- Claro, A. (1988). Del Tártaro y del Firmamento. Alfa-Beta.
- Claro, A. (2009). La Inquisición y la Cábala. Un capítulo de la diferencia entre ontología y exilio (Segunda ed.). Lom Ediciones. (Primera Edición: La Inquisición y la Cábala. Un capítulo de la diferencia entre metafísica y exilio. Lom Ediciones, 1996. Volumen I [Historia: Saber y Poder], Volumen II [Ontología y Escritura]).
- Claro, A. (2012). Las vasijas quebradas. Cuatro variaciones sobre la Tarea del traductor. Ediciones de la Universidad Diego Portales.
- Claro, A. (2014). La creación: figuras del poema, configuraciones del mundo. Ediciones Bastante.
- Claro, A. (2016). Imágenes de mundo: tres poemas a los antecesores literarios y tres concepciones de lo real. Ediciones Bastante.
- Claro, A. (2018). Tiempos sin fin. Ediciones Bastante.

Estos últimos tres libros fueron reunidos en:
- Claro, A. (2023). Sinopsis: figuras del poema, configuraciones de lo real. Ediciones Bastante.

### Capítulos de libros
- Claro, A. (2012). In Memoriam. En M. Marías, A. Martin, J. Rosenbaum, F. Margolin, J. Arriagada, & A. Claro, Raúl Ruiz (págs. 145-150). Cátedra / Filmoteca Española. https://www.academia.edu/12889735/In_Memoriam_Raúl_Ruiz_
- Claro, A. (2023). Representation, Gender, Empire. Jane Eyre in Spanish. In M. Reynolds, A. Claro, A. Drury, M. Frank, P. Gaudio, R. R. Gould, y otros, Prismatic Jane Eyre. Close-Reading a World Novel Across Languagues (pp. 297-368). Open Book Publishers. https://doi.org/10.11647/OBP.0319

- Claro, A. (2016). Prólogo. Autobiografía y Traducción. En J. Derrida, La oreja del otro. Autobiografía y traducción (págs. 7-35). Carpe Noctem / Pancrítica. https://www.academia.edu/34745717/Autobiografi_a_y_traduccio_n_Preface_to_J_Derrida_La_oreja_del_otro_

### Artículos y columnas
- Claro, A. (1996). El Santo Oficio y el Traductor. Patagonia, 1, 52-65. https://www.academia.edu/12927254/_El_Santo_Oficio_y_el_Traductor_
- Claro, A. (2004). Ironía y melancolía: un "Pierrot" Jules Laforgue. Vértebra(9), 27-32. http://www.bibliotecanacionaldigital.gob.cl/visor/BND:341833
- Claro, A. (2004). Jacques Derrida: el legado de la responsabilidad. The Clinic, 33. http://www.bibliotecanacionaldigital.gob.cl/visor/BND:259939
- Claro, A. (2005). Tiempo y perdón (En torno a un fragmento de Walter Benjamin). Revista de la Academia(10), 203-206. http://bibliotecadigital.academia.cl/xmlui/bitstream/handle/123456789/2812/203-216.pdf?sequence=1&isAllowed=y
- Claro, A. (2009). Broken Vessels: Philosophical Implications of Poetic Translation (the limits, hospitality, afterlife, and Marranism of languages). CR: The New Centennial Review, 9(3), 95-136. http://www.jstor.org/stable/41949657
- Claro, A. (2011). Borgean Transpositions: From Ear to Eye. CR: The New Centennial Review, 11(1), 161-211. http://www.jstor.org/stable/41949733
- Claro, A. (2011). El contrato de transporte y el naufragio del sentido: las concepciones lingüístico-trascendentales de W. von Humboldt. GRIFO, 21, 19-23. https://www.academia.edu/12905712/El_contrato_de_transporte_y_el_naufragio_del_sentido_las_concepciones_lingüístico_trascendentales_de_W_von_Humboldt
- Claro, A. (2011). El Mito de Babel (la interrupción de la totalidad). Maldoror, 29, 57-73. https://www.academia.edu/12889253/El_Mito_de_Babel_la_interrupción_de_la_totalidad_
- Claro, A. (2014). Poetic Figurations as World Configurations (Literature and the Secret of the World). CR: The New Centennial Review, 14(3), 1-48. https://doi.org/10.14321/crnewcentrevi.14.3.0001
- Claro, A. (2015). Terror a la caricatura. The Clinic, 579, 10. https://www.academia.edu/12890151/Terror_a_la_caricatura_Charlie_Hebdo_
- Claro, A. (13 de Junio de 2016). Inquisitio y Sentido de Estilo (de la comprensión de las humanidades). The Clinic: https://www.theclinic.cl/2016/07/13/columna-inquisitio-y-sentido-de-estilo-de-la-comprension-de-las-humanidades/
- Claro, A. (2016). La revolución contemporánea del montaje (una genealogía traductiva: poesía - cine - arquitectura - historia). Diseña(10), 118-131. https://www.academia.edu/32335756/La_revolución_contemporánea_del_montaje_una_genealogía_traductiva_poesía_cine_arquitectura_historia_
- Claro, A. (2017). Poetic Image and Metaphysical Conception: Three Figures of the Literary Predecessors and Three Configurations of the Real. CR: The New Centennial Review, 17(1), 163-208. https://doi.org/10.14321/crnewcentrevi.17.1.0163
- Claro, A. (2017). The Poetics of Time: figures of finitude, figures of infinitude. CR: The New Centennial Review, 17(3), 141-176. https://www.academia.edu/36442388/The_Poetics_of_Time_figures_of_finitude_figures_of_infinitude

### Traducciones
- Claro, A. (3 de Febrero de 2010). Dieciséis haikus. Letras en línea: https://letrasenlinea.uahurtado.cl/dieciseis-haikus/

- Claro, A. (Ed.). (2010). Kirigirisu. Haikús. (A. Claro, Trad.) Ediciones Tácitas.
- Stevens, W. (2013). Banthams in Pine Woods (A. Claro, Trad.). Pensar & Poetizar, 11, 137-142. https://www.academia.edu/12929771/Wallace_Stevens_Banthams_in_Pine_Woods_

### Reseñas
- Claro, A. (2017). Arquetipos del destierro (Bienvenidos al paraíso). Revista de la Academia, 23, 192-201. https://dialnet.unirioja.es/descarga/articulo/7073400.pdf

- Claro, A. (2021). Messina, Aïcha Liviana. L'anarchie de la paix. Levinas et la philosophie politique. Paris: CNRS Éditions, 2018. 224 pp. Ideas y Valores, 69(174), 214-219. https://doi.org/10.15446/ideasyvalores.v69n174.86690

### Entrevistas
- Claro, A. (29 de Mayo de 2012). Andrés Claro, traductor de haikús japoneses. (VivaLeer, Entrevistador) VivaLeer Copec. https://vivaleercopec.cl/reportajes/andres-claro-traductor-de-haikus-japoneses/
- Claro, A. (26 de Septiembre de 2012). Andrés Claro: “La tarea del traductor es, por definición, un fracaso”. (N. Rojas Inostroza, & P. Espinosa Z., Entrevistadores) Ojo en tinta. https://www.ojoentinta.com/andres-claro-la-tarea-del-traductor-es-por-definicion-un-fracaso/
- Claro, A. (24 de Enero de 2014). La configuración del mundo por las artes del lenguaje. (I. Deorta, Entrevistador) https://www.academia.edu/12888731/La_configuración_del_mundo_por_las_artes_del_lenguaje_entrevista_interview_
- Claro, A. (14 de Octubre de 2015). Andrés Claro, filósofo: “Estamos paralizados entre el entusiasmo y el escepticismo”. (D. Hopenhayn, Entrevistador) The Clinic. https://www.theclinic.cl/2015/10/14/andres-claro-filosofo-estamos-paralizados-entre-el-entusiasmo-y-el-escepticismo/
- Claro, A. (29 de Septiembre de 2017). Andrés Claro: “Ruiz no se achicó nunca ante el legado completo de la cultura universal”. (D. Rozas, Entrevistador) https://www.abstemiosyascetas.cl/andres_claro.html
- Claro, A. (2018). Lenguaje, mundo, traducción. Una entrevista a Andrés Claro. (A. Florit, Entrevistador) Santiago de Chile: Overol E.I.R.L.
- Claro, A. (13 de Abril de 2019). Pensar EN VOZ BAJA. (M. J. Viera-Gallo, Entrevistador) http://www.economiaynegocios.cl/noticias/noticias.asp?id=561597

### Conferencias, presentaciones y clases magistrales
- Claro, A. (2015). La creación poética del mundo. YouTube: https://www.youtube.com/watch?v=3kdoulJvChE
- Claro, A. (2019). Clase Magistral sobre LIMITED INC de Jacques Derrida. YouTube: https://www.youtube.com/watch?v=6iIPHaszVOo
- Claro, A., Hernández, E., Dalmazzo, F., & Pezoa, C. (2022). Lanzamiento La Golondrina Húmera N°2 - Ediciones Macul. YouTube: https://www.youtube.com/watch?v=-sTH-lpVq2I